# 十勝ひとりぼっち農園
『十勝ひとりぼっち農園』（とかちひとりぼっちのうえん）は、横山裕二による日本の漫画作品。『週刊少年サンデー』（小学館）にて、2018年1号より連載されている。東京から北海道十勝に移住した横山裕二を描いたエッセイ漫画。2018年4月からは、十勝毎日新聞にて「十勝ひとりぼっち農園 勝毎出張編」も連載されている。

## あらすじ
前回の作品が最終回を迎えた横山園長は、編集長の独断と偏見により、「自ら野菜を育てて『日本一のカレー』を作って、お世話になった人達への恩返しする」ことを命じられる。
十勝での畑と住居探しでのトラブルから始まり、東京での引っ越しのドタバタや、苦労しながらも無事に十勝に移住した横山園長は、「日本一のカレー」を作ることを目指し、担当編集者のユート氏と共に今日も奮闘する。

## 登場人物
横山園長
日本一のカレー作りのために十勝に移住した漫画家。味に自信満々だった店に編集長達を連れて行ったらまずかったり、それで自身の味覚に心配になり行くのを辞めようとした店が美味しかったりするなど、漫画的に映える人。
市原 編集長
横山園長に十勝行きを命じた張本人であり、横山園長のいじり役。編集長にまで上り詰めた才覚は伊達ではなく、その金言を無視した園長は尽くひどい目にあっている。連載中にサンデー編集長を辞任したが、その後も引き続き「十勝ひとりぼっち農園」に登場している。
前担当 ユート氏
生き物全般が嫌いで、園長に良くいたずらされている。一年目の収穫祭直前で担当がミヤカワに変わった。
新担当 ミヤカワ
園長にもっとつらい目にあってほしい、という考えを持ったチャラ男。サンデー本誌で安室透コスを披露し持て囃されたため、園長は目の敵にしている。
かずさん
横山園長に協力してくれている農家。ほぼレギュラーとして活躍している。
マキさん
横山園長の会社で働くことになった女性。

## 書誌情報
- 横山裕二『十勝ひとりぼっち農園』小学館〈少年サンデーコミックス〉、既刊17巻（2025年5月12日現在）
  1. 「1年目の冬」2019年4月12日発売[1][3]、ISBN 978-4-09-129185-1
  2. 「1年目の春」2019年6月12日発売[7]、ISBN 978-4-09-129266-7
  3. 「1年目の夏」2019年8月8日発売[8]、ISBN 978-4-09-129374-9
  4. 「1年目の秋」2019年11月12日発売[9]、ISBN 978-4-09-129498-2
  5. 「2年目の冬・春」2020年4月10日発売[10]、ISBN 978-4-09-850131-1
  6. 「2年目の夏」2020年8月12日発売[11]、ISBN 978-4-09-850236-3
  7. 「2年目の秋」2020年12月11日発売[12]、ISBN 978-4-09-850405-3
  8. 「3年目の冬・春」2021年5月12日発売[13]、ISBN 978-4-09-850583-8
  9. 「3年目の夏・秋」2021年10月12日発売[14]、ISBN 978-4-09-850802-0
  10. 「4年目の冬・春」2022年3月10日発売[15]、ISBN 978-4-09-851088-7
  11. 「4年目の夏」2022年9月12日発売[16]、ISBN 978-4-09-851363-5
  12. 「4年目の秋」2023年2月10日発売[17]、ISBN 978-4-09-851641-4
  13. 「5年目の冬」2023年8月9日発売[18]、ISBN 978-4-09-852779-3
  14. 「5年目の春・夏」2024年1月12日発売[19]、ISBN 978-4-09-853080-9
  15. 「5年目の秋・6年目の冬」2024年7月11日発売[20]、ISBN 978-4-09-853427-2
  16. 「6年目の春・夏」2024年12月12日発売[21]、ISBN 978-4-09-853738-9
  17. 「6年目の秋と7年目の冬・春」2025年5月12日発売[22]、ISBN 978-4-09-854092-1